# Malý Újezd
Obec Malý Újezd se nachází v okrese Mělník, kraj Středočeský. Rozkládá se asi sedm kilometrů jihovýchodně od Mělníka. Žije zde přibližně 1 100 obyvatel.

## Historie
První písemná zmínka o obci pochází z roku 1517.

### Územněsprávní začlenění
Dějiny územněsprávního začleňování zahrnují období od roku 1850 do současnosti. V chronologickém přehledu je uvedena územně administrativní příslušnost obce v roce, kdy ke změně došlo:
- 1850 země česká, kraj Praha, politický i soudní okres Mělník[4]
- 1855 země česká, kraj Praha, soudní okres Mělník
- 1868 země česká, kraj Praha, politický i soudní okres Mělník
- 1939 země česká, Oberlandrat Mělník, politický i soudní okres Mělník[5]
- 1942 země česká, Oberlandrat Praha, politický i soudní okres Mělník[6]
- 1945 země česká, správní i soudní okres Mělník[7]
- 1949 Pražský kraj, okres Mělník[8]
- 1960 Středočeský kraj, okres Mělník
- 2003 Středočeský kraj, okres Mělník, obec s rozšířenou působností Mělník

### Rok 1932
V obci Malý Újezd (435 obyvatel) byly v roce 1932 evidovány tyto živnosti a obchody: 3 obchodníci s dobytkem, 2 holiči, 3 hostince, obchod s koňmi, kovář, 2 krejčí, výčep lihovin, 3 obchody s Lahvovým pivem, pokrývač, 2 rolníci, 2 řezníci, sedlář, 4 obchody se smíšeným zbožím, trafika, truhlář, obchod s  uhlím, velkostatek Havelka, zahradnictví.
Ve vsi Jelenice (přísl. Vavřineč, 521 obyvatel, samostatná ves se později stala součástí Malého Újezda) byly v roce 1932 evidovány tyto živnosti a obchody: 3 hostince, kovář, krejčí, mlýn, stáčírna lahvového piva, rolník, 3 řezníci, 5 obchodů se smíšeným zbožím, 2 trafiky.

## Pamětihodnosti
- Kaplička

## Části obce
- Malý Újezd (i název k. ú.)
- Jelenice (k. ú. Jelenice u Mělníka)
- Vavřineč (leží v k. ú. Jelenice u Mělníka)

## Doprava
Dopravní síť
- Pozemní komunikace – Okolo zastavěné části obce prochází silnice I/16 Slaný – Mělník – Malý Újezd – Mladá Boleslav – Jičín.
- Železnice – Obec Malý Újezd leží na železniční trati 072 Lysá nad Labem – Mělník – Litoměřice – Ústí nad Labem západ. Jedná se o dvoukolejnou elektrizovanou celostátní trať zařazenou do evropského železničního systému, doprava byla zahájena roku 1874. Na území obce leží železniční zastávka Malý Újezd, rychlíky jí projíždějí.

Veřejná doprava 2012
- Autobusová doprava – Obcí projížděly autobusové linky jedoucí do těchto cílů: Mělník, Mladá Boleslav, Mšeno, Roudnice n.L., Všetaty (dopravci ČSAD Střední Čechy, a. s. a ČSAD Česká Lípa, a. s.).
- Železniční doprava – Po trati 072 mezi Všetaty a Mělníkem se zastávkou v Malém Újezdu jezdilo v pracovních dnech 14 osobních vlaků, o víkendech 9 osobních vlaků.

## Turistika
Obcí prochází cyklotrasa č. 8171 Mělník – Malý Újezd – Jelenice.